# Oana-Constantina Buzatu
Oana-Constantina Buzatu (n. 29 august 1983) este un senator român, ales în 2024 din partea PSD. 